# Utricularia garrettii
Utricularia garrettii — вид рослин із родини пухирникових (Lentibulariaceae).

## Середовище проживання
Цей вид відомий лише з типової місцевості на Дой (гора) Інтанон і Фу Сой Дао на півночі Таїланду.
Росте тільки на вологих крутих скелях на висотах 2100–2200 метрів.